# Exército de Libertação de Tamil Nadu
O Exército de Libertação de Tamil Nadu (em inglês:  Tamil Nadu Liberation Army, TNLA) foi um pequeno grupo separatista militante na Índia. Buscava uma nação independente para o povo tâmil e apareceu pela primeira vez na década de 1980, quando a Força de Manutenção de Paz Indiana (Indian Peacekeeping Force, IPKF) foi enviada ao Sri Lanka.
Tinha suas raízes no movimento naxalita e era chefiado por Thamizharasan, um estudante de engenharia do vilarejo de Ponparappi. A organização esteve envolvida em pequenas explosões de bombas, assassinatos e saques a bancos.
Em 1 de setembro de 1987, o povo do vilarejo de Ponparappi linchou Thamizharasan e quatro de seus associados, quando tentaram roubar um banco. Após sua morte, o grupo caiu em desordem e se dividiu em facções. A organização foi banida pelo Governo do Estado de Tamil Nadu, e também pelo Governo da União por recomendação do Governo do Estado. Foi declarada uma organização terrorista pelo Governo da Índia.